# Katarína Roth Neveďalová
Katarína Roth Neveďalová (Nitra, 10 novembre 1982) è una politica slovacca, eurodeputata per Direzione - Socialdemocrazia.

## Biografia
Esponente di Direzione - Socialdemocrazia, alle elezioni europee del 2009 è stata eletta eurodeputata.
Nel settembre 2012 è stata nominata come uno dei vicepresidenti del Partito del Socialismo Europeo.